# Gen4 Energy
Gen4 Energy, Inc (tidigare Hyperion Power Generation) var ett amerikanskt företag som hade som affärsidé att utveckla små, kärnkraftsdrivna kraftstationer.
Konstruktionen var liten, lättransportabel och tänkt att klara sig med ett minimalt underhåll. En liknande lösning utreddes av ASEA under 70-talet men fortsatt utveckling lades ner som en följd av resultatet i folkomröstningen i kärnkraftsfrågan.
Gen4 Energy lades ner 1 april 2018 på grund av att det misslyckades att få ekonomiskt stöd från USA:s energidepatement i januari 2016.